# Omesso versamento di imposte
L'omesso versamento di imposte è una condotta punibile penalmente in virtù dei reati, previsto dall'ordinamento italiano, agli articoli 10 bis, 10 ter e 10 quater del D.Lgs. 74/2000. Attraverso l'introduzione di queste norme incriminatrici, il legislatore ha in parte abbandonato la tendenza a limitare la tutela penale al momento della presentazione della dichiarazione, estendendola anche ad alcune ipotesi di mancato versamento delle imposte.
In particolare il legislatore ha configurato i reati di:
- Omesso versamento di ritenute certificate;
- Omesso versamento di imposta sul valore aggiunto;
- Indebita compensazione.